# Enargia teichi
Enargia teichi là một loài bướm đêm trong họ Noctuidae.